# Нуштар
Нуштар (хорв. Nuštar) — населений пункт і громада в Вуковарсько-Сремській жупанії Хорватії.

## Населення
Населення громади за даними перепису 2011 року становило 5 793 осіб. Населення самого поселення становило 3 665 осіб.
Динаміка чисельності населення громади:
Динаміка чисельності населення центру громади:

## Населені пункти
Крім поселення Нуштар, до громади також входять: 
- Черич
- Маринці

## Клімат
Середня річна температура становить 11,12 °C, середня максимальна – 25,52 °C, а середня мінімальна – -6,01 °C. Середня річна кількість опадів – 679 мм.
| Клімат поселення                              | Клімат поселення | Клімат поселення | Клімат поселення | Клімат поселення | Клімат поселення | Клімат поселення | Клімат поселення | Клімат поселення | Клімат поселення | Клімат поселення | Клімат поселення | Клімат поселення | Клімат поселення |
| Показник                                      | Січ.             | Лют.             | Бер.             | Квіт.            | Трав.            | Черв.            | Лип.             | Серп.            | Вер.             | Жовт.            | Лист.            | Груд.            |                  |
| Середній максимум, °C                         | 5,87             | 7,96             | 12,56            | 17,21            | 22,54            | 25,52            | 25,20            | 24,92            | 20,85            | 15,33            | 9,43             | 5,50             |                  |
| Середня температура, °C                       | −0,08            | 2,00             | 6,60             | 11,28            | 16,57            | 19,56            | 21,22            | 20,96            | 16,90            | 11,38            | 5,50             | 1,50             |                  |
| Середній мінімум, °C                          | −6,01            | −3,93            | 0,64             | 5,30             | 10,62            | 13,61            | 17,26            | 17,00            | 12,96            | 7,44             | 1,53             | −2,44            |                  |
| Норма опадів, мм                              | 44               | 39               | 43               | 52               | 62               | 87               | 68               | 62               | 51               | 56               | 63               | 52               |                  |
| Середньомісячна швидкість вітру, м/с          | 2.20             | 2.45             | 2.80             | 2.67             | 2.40             | 2.20             | 2.13             | 2.00             | 1.90             | 2.10             | 2.20             | 2.24             |                  |
| Середньомісячна сонячна радіація, кДж/м²·день | 4326             | 7004             | 11005            | 15595            | 19353            | 21512            | 22287            | 20431            | 15047            | 9522             | 4876             | 3615             |                  |
| --------------------------------------------- | ---------------- | ---------------- | ---------------- | ---------------- | ---------------- | ---------------- | ---------------- | ---------------- | ---------------- | ---------------- | ---------------- | ---------------- | ---------------- |
| Джерело:                                      |                  |                  |                  |                  |                  |                  |                  |                  |                  |                  |                  |                  |                  |